# Trzej cyrulicy
Trzej cyrulicy (niem. Die drei Feldscherer) – baśń opublikowana przez  braci Grimm w 1815 roku w zbiorze ich  Baśni (tom 2, nr 118).

## Treść[1]
Trzej wędrowni cyrulicy zatrzymali się w karczmie. Postanowili pochwalić się karczmarzowi swoimi umiejętnościami. Jeden z nich oświadczył, że może odciąć sobie rękę i na drugi dzień przytwierdzić z powrotem. Drugi zapewnił, że może wyjąć sobie serce i na drugi dzień wstawić z powrotem. Trzeci z kolei obiecał wyciąć swoje oczy i na drugi dzień umieścić je na powrót w oczodołach. Byli w stanie tego dokonać, dzięki cudownej maści, którą zawsze nosili przy sobie i która umożliwiała zrastanie oddzielonych części ciała.
By udowodnić prawdziwość swoich słów, cyrulicy odcięli sobie te części ciała, które obiecali. Oddali je karczmarzowi na przechowanie, a ten powierzył je służącej, by umieściła w spiżarni. Następnego dnia cyrulicy mieli je sobie przytwierdzić z powrotem. Jednak służąca zajęta obsługiwaniem swojego kochanka, żołnierza, zostawiła otwarte drzwi do spiżarni. Zakradł się tam kot i porwał części ciała cyrulików. Służąca była zrozpaczona, jednak żołnierz znalazł radę. Umieścił na talerzu serce świni, po niedawnym świniobiciu oraz oczy kota, które wyłupił po złapaniu go. Brakującą rękę odciął wisielcowi-złodziejowi z pobliskiej szubienicy. 
Cyrulicy następnego dnia przytwierdzili sobie części ciała przyniesione przez służącą, gdyż nie zorientowali się z początku, że to nie ich. Wkrótce jednak przekonali się, że coś jest nie tak. Ten ze świńskim sercem nie mógł powstrzymać się przed tarzaniem w śmietniku. Ten z kocimi oczami miał problemy z widzeniem w dzień, za to w ciemności widział głównie myszy. Ten ze złodziejską ręką nie mógł powstrzymać się od kradzieży. 
Kiedy cyrulicy zorientowali się, że nie dostali swoich części ciała, zdecydowali się powrócić do karczmy. Służąca na ich widok uciekła boczną furtką i  nigdy nie wróciła. Karczmarz, bojąc się zemsty cyrulików, którzy grozili mu podpaleniem domu, wypłacił im wysokie odszkodowanie. Pieniędzy starczyło im na całe życie, ale woleliby odzyskać to co stracili.